# Canton d'Andelot-Blancheville
Le canton d'Andelot-Blancheville est une ancienne division administrative française située dans le département de la Haute-Marne et la région Champagne-Ardenne.

## Géographie
Ce canton était organisé autour d'Andelot-Blancheville dans l'arrondissement de Chaumont. Son altitude variait de 230 m (Montot-sur-Rognon) à 444 m (Consigny) pour une altitude moyenne de 322 m.

## Histoire
Andelot  est sans doute le lieu où fut signé en 587 un traité entre Gontran, roi de Bourgogne et d'Orléans et Childebert II, roi d'Austrasie et sa mère régente, Brunehilde. Ce traité était une alliance contre les "leudes" révoltés. Par ailleurs les deux rois faisaient une donation de leurs royaumes au dernier survivant.
Ils assuraient de surcroît aux leudes restés fidèles, la possession viagère de leurs bénéfices.

## Représentation

### Conseillers d'arrondissement (de 1833 à 1940)
| Période                                  | Période      | Identité                                           | Étiquette   | Qualité |
| ---------------------------------------- | ------------ | -------------------------------------------------- | ----------- | --- |
| 1833                                     | 1836         | Simon Magnan (1770-1852)                           |             | Propriétaire, receveur de l'enregistrement et des domaines de Chaumont, ancien maire d'Andelot              |
| 1836                                     | 1845         | Charles Félix Léonard Balahu de Noiron (1781-1864) |             | Ancien Procureur du Roi près le Tribunal de Bar-sur-Seine, propriétaire du château de Briaucourt            |
| 1845                                     | 1848         | Pierre Auguste Amiot (1785-1850)                   |             | Ancien notaire à Chaumont, propriétaire à Andelot                                                           |
|                                          |              |                                                    |             | |
|                                          | 1881 (décès) | Jean Baptiste Adolphe Gombert (1820-1881)          |             | Meunier, propriétaire, maire de Forcey                                                                      |
|                                          |              |                                                    |             | |
|                                          | 1887 (décès) | Louis Marque (1831-1887)                           | Monarchiste | Maitre de forges à Rimaucourt et à Menaucourt (Meuse), propriétaire à Chaumont                              |
| 1887                                     | 1899 (décès) | Isidore Ulmo (1840-1899)                           | Républicain | Maitre de forges à Rimaucourt                                                                               |
| 1899                                     | 1930 (décès) | Philippe Guyot (1853-1930)                         | Droite      | Médecin à Andelot                                                                                           |
| 6 Oct. 1930                              | 1940         | Georges Bittner (1877-1957)                        | Rad.        | Vétérinaire, maire d'Andelot                                                                                |
| 1940                                     |              |                                                    |             | Les conseils d'arrondissement ont été suspendus par la loi du 12 octobre 1940 et n'ont jamais été réactivés |
| Les données manquantes sont à compléter. |              |                                                    |             | |

### Conseillers généraux de 1833 à 2015
| Période | Période                   | Identité                                         | Étiquette    | Qualité |
| ------- | ------------------------- | ------------------------------------------------ | ------------ | --- |
| 1833    | 1836                      | Claude Joseph Alexandre Michel                   |              | Propriétaire, maire d'Ecot-la-Combe |
| 1836    | 1845                      | Simon Magnan                                     |              | Receveur des Domaines, propriétaire, maire d'Andelot, conseiller d'arrondissement                                                                                  |
| 1845    | 1849 (décès)              | Elophe Capitain                                  |              | Maître de forges à Rimaucourt |
| 1849    | 1904                      | Comte Henri de Beurges                           | Conservateur | Propriétaire terrien Maire d'Ecot-la-Combe Député (1871-1876) Président du Conseil Général (1877-1878)                                                             |
| 1904    | 1942 (démission d'office) | Georges Ulmo                                     | Rad.-GD      | Maître de forges Maire de Doulaincourt (1895-1901 et 1908-1935) Sénateur (1932-1941) Président du Conseil Général (1927-1940) Révoqué par le Gouvernement de Vichy |
|         |                           |                                                  |              | |
| 1943    | 1945                      | Émile Lalardit (1883-1959)                       |              | Maire de Rimaucourt Nommé conseiller départemental en 1943 |
|         |                           |                                                  |              | |
| 1945    | 1964                      | Georges Bittner                                  | Rad.         | Vétérinaire à Andelot, ancien conseiller d'arrondissement |
| 1964    | 1994                      | Marcel Geoffroy                                  | DVD          | Docteur en médecine Maire d'Andelot-Blancheville |
| 1994    | 2001                      | Bernard Leseur                                   | RPR          | Agriculteur, maire de Chantraines |
| 2001    | 2015                      | Jean-Philippe Geoffroy (fils de Marcel Geoffroy) | DVD          | Cadre commercial Ancien Maire d'Andelot-Blancheville |

## Composition
Le canton d'Andelot-Blancheville regroupait 16 communes et comptait 3 463 habitants (recensement de 1999 sans doubles comptes).
| Commune               | Population Année | Superficie km² | Densité     | Code INSEE | Code Postal |
| --------------------- | ---------------- | -------------- | ----------- | ---------- | ----------- |
| Andelot-Blancheville  | 882 (2013)       | 33,18          | 27 hab./km² | 52008      | 52700       |
| Bourdons-sur-Rognon   | 261 (2013)       | 39,45          | 7 hab./km²  | 52061      | 52700       |
| Briaucourt            | 192 (2013)       | 9,47           | 20 hab./km² | 52075      | 52700       |
| Chantraines           | 218 (2013)       | 10,42          | 21 hab./km² | 52107      | 52700       |
| Cirey-lès-Mareilles   | 125 (2013)       | 14,59          | 9 hab./km²  | 52128      | 52700       |
| Consigny              | 66 (2013)        | 10,95          | 6 hab./km²  | 52142      | 52700       |
| Darmannes             | 252 (2013)       | 18,15          | 14 hab./km² | 52167      | 52700       |
| Ecot-la-Combe         | 39 (2013)        | 20,93          | 2 hab./km²  | 52183      | 52700       |
| Forcey                | 72 (2013)        | 5,28           | 14 hab./km² | 52204      | 52700       |
| Mareilles             | 151 (2013)       | 22,28          | 7 hab./km²  | 52313      | 52700       |
| Montot-sur-Rognon     | 115 (2013)       | 7,84           | 15 hab./km² | 52335      | 52700       |
| Reynel                | 120 (2013)       | 18,61          | 6 hab./km²  | 52420      | 52700       |
| Rimaucourt            | 693 (2013)       | 20,26          | 34 hab./km² | 52423      | 52700       |
| Rochefort-sur-la-Côte | 55 (2013)        | 5,18           | 11 hab./km² | 52428      | 52700       |
| Signéville            | 102 (2013)       | 8,08           | 13 hab./km² | 52473      | 52700       |
| Vignes-la-Côte        | 70 (2013)        | 3,10           | 23 hab./km² | 52523      | 52700       |

## Démographie
| 1793  | 1876  | 1962  | 1968  | 1975  | 1982  | 1990  | 1999  |
| ----- | ----- | ----- | ----- | ----- | ----- | ----- | ----- |
| 5 099 | 6 376 | 3 740 | 4 049 | 3 619 | 3 684 | 3 595 | 3 463 |

| 2006  | 2009  | 2010  | 2011  | 2012  | 2013  | 2014  | - |
| ----- | ----- | ----- | ----- | ----- | ----- | ----- | - |
| 3 596 | 3 574 | 3 518 | 3 454 | 3 426 | 3 416 | 3 413 | - |